# أوربانا
أوربانا (بالإنجليزية: Urbana, Iowa)‏ هي مدينة تقع في ولاية آيوا في الولايات المتحدة. تبلغ مساحة هذه المدينة 5.7 (كم²)، وترتفع عن سطح البحر 286 م، بلغ عدد سكانها 1458 نسمة في عام 2012 حسب إحصاء مكتب تعداد الولايات المتحدة.

## التركيبة السكانية
قام مكتب تعداد الولايات المتحدة بتحديد بيانات التركيبة السكانية لأوربانافي تعداد الولايات المتحدة. في ما يلي، التركيبة السكانية حسب تعدادي 2000 و2010.

### تعداد عام 2000
بلغ عدد سكان أوربانا 1,019 نسمة بحسب تعداد عام 2000، وبلغ عدد الأسر 372 أسرة وعدد العائلات 284 عائلة مقيمة في المدينة. في حين سجلت الكثافة السكانية 1,512.5 نسمة لكل ميل مربع (584.0/كم2). وبلغ عدد الوحدات السكنية 384 وحدة بمتوسط كثافة قدره 570.0 نسمة لكل ميل مربع (220.1/كم2).
وتوزع التركيب العرقي للمدينة بنسبة 99.61% من البيض و 0.10% من الأمريكيين الأصليين و 0.29% من الأمريكيين الأفارقة.
بلغ عدد الأسر 372 أسرة كانت نسبة 43.0% منها لديها أطفال تحت سن الثامنة عشر تعيش معهم، وبلغت نسبة الأزواج القاطنين مع بعضهم البعض 66.9% من أصل المجموع الكلي للأسر، ونسبة 5.4% من الأسر كان لديها معيلات من الإناث دون وجود شريك، وكانت نسبة 23.4% من غير العائلات. تألفت نسبة 18.8% من أصل جميع الأسر من أفراد ونسبة 9.1% كانوا يعيش معهم شخص وحيد يبلغ من العمر 65 عاماً فما فوق. وبلغ متوسط حجم الأسرة المعيشية 3.13، أما متوسط حجم العائلات فبلغ 2.74.
بلغ العمر الوسطي للسكان 31 عاماً. وكانت نسبة 8.2% بين الثامنة عشر والأربعة وعشرون عاماً، ونسبة 38.0% كانت واقعةً في الفئة العمرية ما بين الخامسة والعشرون حتى والأربعة وأربعون عاماً، ونسبة 13.9% كانت ما بين الخامسة والأربعون حتى الرابعة والستون، ونسبة 9.3% كانت ضمن فئة الخامسة والستون عاماً فما فوق. يوجد لكل 100 أنثى 100.6 ذكر، ويوجد لكل 100 أنثى في الثامنة عشر من عمرها فما فوق 98.9 ذكر.
بلغ متوسط دخل الأسرة في المدينة 49,063 دولار، أما متوسط دخل العائلة فبلغ 54,327 دولار. وكان متوسط دخل الذكور 35,682 دولار مقابل 23,750 دولار للإناث. وسجل دخل الفرد الخاص بالمدينة 18,005 دولار. وكانت نسبة 0.7% من العائلات ونسبة 1.1% من السكان تحت خط الفقر، ولا أحد منهم تحت سن الثامنة عشر ونسبة 5.1% في الخامسة والستين من العمر وما فوق.

### تعداد عام 2010
بلغ عدد سكان أوربانا 1,458 نسمة بحسب تعداد عام 2010، وبلغ عدد الأسر 520 أسرة وعدد العائلات 412 عائلة مقيمة في المدينة. في حين سجلت الكثافة السكانية 662.7 نسمة لكل ميل مربع (255.9/كم2). وبلغ عدد الوحدات السكنية 543 وحدة بمتوسط كثافة قدره 246.8 لكل ميل مربع (95.3/كم2).
وتوزع التركيب العرقي للمدينة بنسبة 97.5% من البيض و 0.3% من الأمريكيين ذوي الأصول الآسيوية و 0.3% من الأمريكيين الأفارقة و 1.7% من عرقين مختلطين أو أكثر.
بلغ عدد الأسر 520 أسرة كانت نسبة 48.3% منها لديها أطفال تحت سن الثامنة عشر تعيش معهم، وبلغت نسبة الأزواج القاطنين مع بعضهم البعض 64.8% من أصل المجموع الكلي للأسر، ونسبة 9.0% من الأسر كان لديها معيلات من الإناث دون وجود شريك، بينما كانت نسبة 5.4% من الأسر لديها معيلون من الذكور دون وجود شريكة وكانت نسبة 20.8% من غير العائلات. تألفت نسبة 15.6% من أصل جميع الأسر من أفراد ونسبة 6.5% كانوا يعيش معهم شخص وحيد يبلغ من العمر 65 عاماً فما فوق. وبلغ متوسط حجم الأسرة المعيشية 3.14، أما متوسط حجم العائلات فبلغ 2.80.
بلغ العمر الوسطي للسكان 32.1 عاماً. وكانت نسبة 32.2% من القاطنين تحت سن الثامنة عشر، وكانت نسبة 5.5% بين الثامنة عشر والأربعة وعشرون عاماً، ونسبة 35% كانت واقعةً في الفئة العمرية ما بين الخامسة والعشرون حتى والأربعة وأربعون عاماً، ونسبة 19.6% كانت ما بين الخامسة والأربعون حتى الرابعة والستون، ونسبة 7.6% كانت ضمن فئة الخامسة والستون عاماً فما فوق. وتوزع التركيب الجنسي للسكان بنسبة 50.5% ذكور و49.5% إناث.